# برونو تاباتشي
برونو تاباتشي (من مواليد 27 أغسطس 1946) سياسي إيطالي وعضو في مجلس النواب. هو رئيس المركز الديمقراطي. في الماضي كان عضوًا في حزب الديمقراطية المسيحية وشغل منصب رئيس لومبارديا من 1987 إلى 1989.
في عام 2012 أسس تاباتشي المركز الديمقراطي ومع التحالف مع الحزب الديمقراطي. أعيد انتخابه نائباً في عام 2013. في عام 2018 منح تاباتشي مور إيطاليا متمثلًا بـ إيما بونينو رمزًا للمركز الديمقراطي لإعفائه من المجموعة. في الانتخابات العامة لعام 2018 تم إعادة انتخابه في دائرة ميلانو الأولى الانتخابية.